# Михаил Мартинов
Михаил (Мисо) Д. Мартинов е български духовник от късното Българско възраждане в Македония.

## Биография
Роден е в Тетово. Става духовник и наместник на Тетовското архиерейско наместничество на Скопска епархия на Българската екзархия. Мартинов е обвиняван, че се е съгласил на подялба на църквите и църковните имоти със сърбоманите в града. Той е инициатор за изграждане на нова българска църква в града и с големи усилия на 21 ноември 1902 година успява да получи ферман от султан Абдул Хамид II за строеж и така започва строителството на храма „Св. св. Кирил и Методий“. Умира в 1924 година и е погребан в двора на „Св. св. Кирил и Методий“.